# Nederlandse kampioenschappen baanwielrennen 2021
De Nederlandse kampioenschappen baanwielrennen 2021 werden gehouden in Omnisport in Apeldoorn op 27, 28 en 29 december 2021. Vanwege de coronacrisis werd de editie van 2020 geannuleerd en werd de editie van 2021 overdag verreden zonder publiek. Op het beperkte programma ontbraken de onderdelen derny en 50 km. Wel stond de afvalkoers op het programma, die vanaf dit jaar ook op de wereldkampioenschappen verreden werd. Het NK Ploegenachtervolging en Teamsprint werd op 21 november verreden. Bij de vrouwen werd de ploegenachtervolging niet verreden wegens gebrek aan belangstelling. Het NK Omnium werd in het Sportpaleis Alkmaar verreden, en vanwege het coronavirus naar februari 2022 verplaatst. De wedstrijden werden door de Koninklijke Nederlandsche Wielren Unie georganiseerd.
Enkele dagen voor de kampioenschappen kwam meervoudig kampioene Amy Pieters ten val tijdens een training op de weg in Spanje. Daarom reden enkele renners met de naam Amy op hun tenue.

## Erelijst
| Discipline           | Goud                                                     | Zilver                                                     | Brons                                                            |
| -------------------- | -------------------------------------------------------- | ---------------------------------------------------------- | ---------------------------------------------------------------- |
| Mannen               |                                                          |                                                            |                                                                  |
| Afvalkoers           | Yoeri Havik                                              | Yanne Dorenbos                                             | Vincent Hoppezak                                                 |
| Ind. achtervolging   | Brian Megens                                             | Maikel Zijlaard                                            | Patrick Bos                                                      |
| Ploegenachtervolging | Patrick Bos Timo Fransen Stijn Boersma Martin van de Pol | Miquel van Tineleen Maxime Duba Sal Meijers Marijn Schapen | Christian Evers Chris Kisters Duncan van Norel Kristian Driessen |
| Keirin               | Harrie Lavreysen                                         | Sam Ligtlee                                                | Tijmen van Loon                                                  |
| Madison              | Cees Bol Yoeri Havik                                     | Philip Heijnen Vincent Hoppezak                            | Raymond Kreder Ramon Sinkeldam                                   |
| Omnium               | Vincent Hoppezak                                         | Roy Eefting                                                | Philip Heijnen                                                   |
| Puntenkoers          | Yoeri Havik                                              | Philip Heijnen                                             | Yanne Dorenbos                                                   |
| Scratch              | Yoeri Havik                                              | Vincent Hoppezak                                           | Philip Heijnen                                                   |
| Sprint               | Harrie Lavreysen                                         | Sam Ligtlee                                                | Tijmen van Loon                                                  |
| Teamsprint           | Theo Bos Sam Ligtlee Tijmen van Loon                     | Tony Boon Daan Kool Lars Romijn Gino Knies                 | Stef Hollander Loris Leneman Martijn Klop                        |
| Tijdrit 1 km         | Tijmen van Loon                                          | Daan Kool                                                  | Lars Romijn                                                      |
| Vrouwen              |                                                          |                                                            |                                                                  |
| Afvalkoers           | Marit Raaijmakers                                        | Daniek Hengeveld                                           | Amber van der Hulst                                              |
| Ind. achtervolging   | Daniek Hengeveld                                         | Juliet Eickhof                                             | Tessa Dijksman                                                   |
| Keirin               | Laurine van Riessen                                      | Hetty van de Wouw                                          | Lonneke Geraerts                                                 |
| Madison              | Nina Kessler Marjolein van 't Geloof                     | Amber van der Hulst Daniek Hengeveld                       | Marit Raaijmakers Lorena Wiebes                                  |
| Omnium               | Mylène de Zoete                                          | Marit Raaijmakers                                          | Juliet Eickhof                                                   |
| Puntenkoers          | Daniek Hengeveld                                         | Juliet Eickhof                                             | Marit Raaijmakers                                                |
| Scratch              | Amber van der Hulst                                      | Marit Raaijmakers                                          | Marjolein van 't Geloof                                          |
| Sprint               | Laurine van Riessen                                      | Steffie van der Peet                                       | Hetty van de Wouw                                                |
| Teamsprint           | Kyra Lamberink Steffie van der Peet Hetty van de Wouw    | Kim Kalee Merle van Benthem Lonneke Geraerts               | Caroline Groot Ruby Huisman Juliet Eickhof                       |
| Tijdrit 500 m        | Steffie van der Peet                                     | Kyra Lamberink                                             | Hetty van de Wouw                                                |

2006 · 2007 · 2008 · 2009 · 2010 · 2011 · 2012 · 2013 · 2014 · 2015 · 2016 · 2017 · 2018 · 2019 · 2020 · 2021 · 2022 · 2023 · 2024 · 2025